# レッドアルヴィス
レッドアルヴィス（欧字名:Red Alvis、2011年2月14日 - 2016年5月7日）は、日本の競走馬。主な勝ち鞍は2014年のユニコーンステークス。
馬名の由来は、冠名＋人名より。
半兄に、2012年NHKマイルカップ優勝馬のカレンブラックヒルがいる。

## 生涯
2012年のセレクトセール1歳セッションにて、グローブエクワインマネージメントに5000万円で落札された。
2013年7月20日、中京競馬場5レースの2歳新馬戦（芝1600m）でデビューし2着。3戦目からはダートに転向するとこの判断が功を奏し、転向後初戦となった年末の2歳未勝利戦（ダート1800m）で初勝利を収めた。
3歳シーズンは条件クラスで1勝した後、6月に格上挑戦でユニコーンステークスに出走。道中は中団を追走し、3コーナー過ぎから徐々に進出。直線残り300mで力強い末脚を繰り出し、最後は2着コーリンベリーを2馬身半差突き放して重賞初挑戦での初優勝を飾った。重賞連勝を狙った8月のレパードステークスは伸びきれずアジアエクスプレスの4着。11月の武蔵野ステークスは6着に敗れた。
4歳シーズンは初戦のオープン戦を勝利した後、2月に初のGI挑戦でフェブラリーステークスに出走。4・5番手の好位でレースを進めるが、直線で失速し14着に沈んだ。オープン戦での1勝を挟み、6月にプロキオンステークスに出走するが、6着に終わる。その後もオープン戦で勝てないレースが続いた。
2016年2月のすばるステークスで7着に敗れた後、ノーザンファームしがらきに放牧に出されたが、その間に蹄葉炎を発症。治療が続けられたが、5月7日の朝に容体が急変し安楽死の処置がとられた。11日付でJRA競走馬登録を抹消された。

## 競走成績
以下の内容は、JBISサーチ、netkeiba.comに基づく。
| 競走日     | 競馬場 | 競走名              | 格       | 距離（馬場）  | 頭 数 | 枠 番 | 馬 番 | オッズ （人気） | 着順 | タイム （上り3F） | 着差 | 騎手        | 斤量 [kg] | 1着馬（2着馬）         | 馬体重 [kg] |
| ---------- | ------ | ------------------- | -------- | ------------- | ----- | ----- | ----- | --------------- | ---- | ----------------- | ---- | ----------- | --------- | ---------------------- | ----------- |
| 2013.07.20 | 中京   | 2歳新馬             |          | 芝1600m（良） | 16    | 2     | 4     | 002.30（1人）   | 02着 | R1:38.4（35.2）   | -0.1 | 0福永祐一   | 54        | フェルメッツァ         | 492         |
| 0000.08.17 | 小倉   | 2歳未勝利           |          | 芝1800m（良） | 13    | 6     | 9     | 002.10（1人）   | 05着 | R1:49.5（35.9）   | -0.3 | 0武豊       | 54        | レッドカイザー         | 490         |
| 0000.12.08 | 中京   | 2歳未勝利           |          | ダ1800m（良） | 16    | 2     | 3     | 001.60（1人）   | 01着 | R1:57.0（37.8）   | -0.4 | 0勝浦正樹   | 55        | （ティーポイズン）     | 490         |
| 2014.01.06 | 京都   | 3歳500万下          |          | ダ1800m（良） | 9     | 8     | 8     | 001.90（1人）   | 03着 | R1:54.8（37.5）   | -0.1 | 0福永祐一   | 56        | タイセイクルーズ       | 488         |
| 0000.02.01 | 東京   | 3歳500万下          |          | ダ1600m（良） | 15    | 5     | 9     | 004.80（2人）   | 01着 | R1:39.0（36.7）   | -0.2 | 0勝浦正樹   | 56        | （ファイヤーロック）   | 486         |
| 0000.02.22 | 東京   | ヒヤシンスS         | OP       | ダ1600m（良） | 14    | 6     | 9     | 004.70（2人）   | 06着 | 01:38.1（37.2）   | -0.6 | 0戸崎圭太   | 56        | エキマエ               | 486         |
| 0000.06.08 | 東京   | 三浦特別            | 1000万下 | ダ1600m（不） | 16    | 3     | 6     | 008.80（5人）   | 04着 | 01:34.5（37.1）   | -0.4 | 0J.モレイラ | 54        | トロワボヌール         | 494         |
| 0000.06.22 | 東京   | ユニコーンS         | GIII     | ダ1600m（稍） | 16    | 6     | 11    | 013.10（3人）   | 01着 | 01:36.0（36.4）   | -0.4 | 0蛯名正義   | 56        | （コーリンベリー）     | 492         |
| 0000.08.10 | 新潟   | レパードS           | GIII     | ダ1800m（稍） | 15    | 2     | 3     | 004.30（2人）   | 04着 | R1:51.2（36.3）   | -0.8 | 0蛯名正義   | 56        | アジアエクスプレス     | 496         |
| 0000.11.15 | 東京   | 武蔵野S             | GIII     | ダ1600m（良） | 16    | 2     | 4     | 006.00（2人）   | 06着 | 01:36.1（37.9）   | -0.9 | 0蛯名正義   | 56        | ワイドバッハ           | 504         |
| 2015.02.07 | 京都   | すばるS             | OP       | ダ1400m（稍） | 16    | 1     | 2     | 002.80（1人）   | 01着 | 01:23.0（35.1）   | -0.2 | 0C.デムーロ | 56        | （グレイスフルリープ） | 504         |
| 0000.02.22 | 東京   | フェブラリーS       | GI       | ダ1600m（良） | 16    | 4     | 8     | 031.80（9人）   | 14着 | 01:37.3（37.0）   | -1.0 | 0勝浦正樹   | 57        | コパノリッキー         | 506         |
| 0000.05.30 | 東京   | 欅S                 | OP       | ダ1400m（良） | 16    | 6     | 11    | 002.20（1人）   | 01着 | R1:23.0（36.4）   | -0.3 | 0戸崎圭太   | 57        | （アンズチャン）       | 508         |
| 0000.07.12 | 中京   | プロキオンS         | GIII     | ダ1400m（良） | 16    | 3     | 5     | 003.50（1人）   | 06着 | R1:23.1（36.2）   | -0.6 | 0戸崎圭太   | 56        | ベストウォーリア       | 512         |
| 0000.09.12 | 阪神   | エニフS             | OP       | ダ1400m（良） | 15    | 6     | 10    | 002.60（1人）   | 04着 | R1:23.6（38.1）   | -0.2 | 0川田将雅   | 56        | エーシンビートロン     | 502         |
| 0000.10.12 | 東京   | グリーンチャンネルC | OP       | ダ1400m（良） | 16    | 1     | 1     | 002.70（1人）   | 08着 | 01:24.1（36.2）   | -1.1 | 0三浦皇成   | 56        | グレイスフルリープ     | 508         |
| 2016.01.11 | 京都   | 大和S               | OP       | ダ1400m（良） | 15    | 5     | 9     | 004.40（3人）   | 02着 | R1:23.6（35.5）   | -0.1 | 0C.ルメール | 56        | スーサンジョイ         | 506         |
| 0000.02.14 | 京都   | すばるS             | OP       | ダ1400m（重） | 16    | 5     | 10    | 003.90（1人）   | 07着 | R1:23.0（36.1）   | -0.9 | 0F.ヴェロン | 57.5      | ニシケンモノノフ       | 504         |

## 血統表
| レッドアルヴィスの血統               | レッドアルヴィスの血統                       | レッドアルヴィスの血統                       | （血統表の出典）                             | （血統表の出典） |
| 父系                                 | サンデーサイレンス系                         | サンデーサイレンス系                         | サンデーサイレンス系                         |                  |
| 父 ゴールドアリュール 栗毛 1999      | 父の父*サンデーサイレンス 青鹿毛 1986        | Halo                                         | Hail to Reason                               | Hail to Reason   |
| 父 ゴールドアリュール 栗毛 1999      | 父の父*サンデーサイレンス 青鹿毛 1986        | Halo                                         | Cosmah                                       |                  |
| 父 ゴールドアリュール 栗毛 1999      | 父の父*サンデーサイレンス 青鹿毛 1986        | Wishing Well                                 | Understanding                                | Understanding    |
| 父 ゴールドアリュール 栗毛 1999      | 父の父*サンデーサイレンス 青鹿毛 1986        | Wishing Well                                 | Mountain Flower                              |                  |
| 父 ゴールドアリュール 栗毛 1999      | 父の母*ニキーヤ 鹿毛 1993                    | Nureyev                                      | Northern Dancer                              | Northern Dancer  |
| 父 ゴールドアリュール 栗毛 1999      | 父の母*ニキーヤ 鹿毛 1993                    | Nureyev                                      | Special                                      |                  |
| 父 ゴールドアリュール 栗毛 1999      | 父の母*ニキーヤ 鹿毛 1993                    | Reluctant Guest                              | Hostage                                      | Hostage          |
| 父 ゴールドアリュール 栗毛 1999      | 父の母*ニキーヤ 鹿毛 1993                    | Reluctant Guest                              | Vaguely Royal                                |                  |
| 母 *チャールストンハーバー 鹿毛 1998 | 母の父Grindstone 黒鹿毛 1993                 | Unbridled                                    | Fappiano                                     | Fappiano         |
| 母 *チャールストンハーバー 鹿毛 1998 | 母の父Grindstone 黒鹿毛 1993                 | Unbridled                                    | Gana Facil                                   |                  |
| 母 *チャールストンハーバー 鹿毛 1998 | 母の父Grindstone 黒鹿毛 1993                 | Buzz My Bell                                 | Drone                                        | Drone            |
| 母 *チャールストンハーバー 鹿毛 1998 | 母の父Grindstone 黒鹿毛 1993                 | Buzz My Bell                                 | Chateaupavia                                 |                  |
| 母 *チャールストンハーバー 鹿毛 1998 | 母の母Penny's Valentine 栗毛 1989            | Storm Cat                                    | Storm Bird                                   | Storm Bird       |
| 母 *チャールストンハーバー 鹿毛 1998 | 母の母Penny's Valentine 栗毛 1989            | Storm Cat                                    | Terlingua                                    |                  |
| 母 *チャールストンハーバー 鹿毛 1998 | 母の母Penny's Valentine 栗毛 1989            | Mrs. Penny                                   | Great Nephew                                 | Great Nephew     |
| 母 *チャールストンハーバー 鹿毛 1998 | 母の母Penny's Valentine 栗毛 1989            | Mrs. Penny                                   | Tananarive                                   |                  |
| 母系(F-No.)                          | チャールストンハーバー(USA)系(FN:25)         | チャールストンハーバー(USA)系(FN:25)         | チャールストンハーバー(USA)系(FN:25)         | [ § 2 ]          |
| 5代内の近親交配                      | Northern Dancer 4×5、Le Fabuleux 5×5（母内） | Northern Dancer 4×5、Le Fabuleux 5×5（母内） | Northern Dancer 4×5、Le Fabuleux 5×5（母内） | [ § 3 ]          |
| 出典                                 | 1. 2. 3.                                     | 1. 2. 3.                                     | 1. 2. 3.                                     | 1. 2. 3.         |

- 3代母Mrs. Pennyの半妹Cadeaux d'Amieの産駒に1000ギニーステークス優勝馬のHatoof、その孫に2017年東海ステークス優勝馬のグレンツェントがいる。